# Dudleya gnoma
Dudleya gnoma är en fetbladsväxtart som beskrevs av S. W. Mccabe. Dudleya gnoma ingår i släktet Dudleya och familjen fetbladsväxter. Inga underarter finns listade i Catalogue of Life.

## Bildgalleri

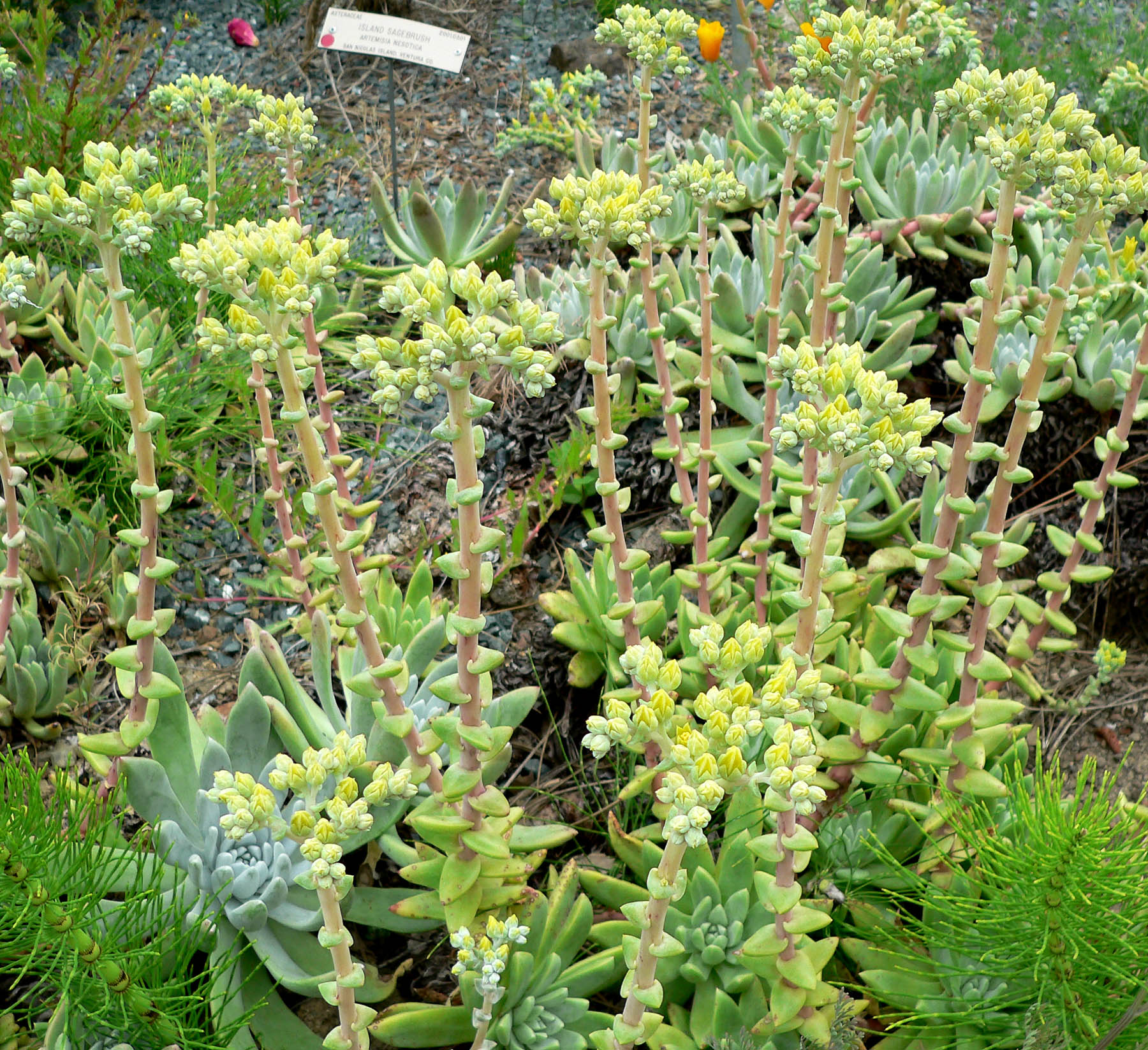
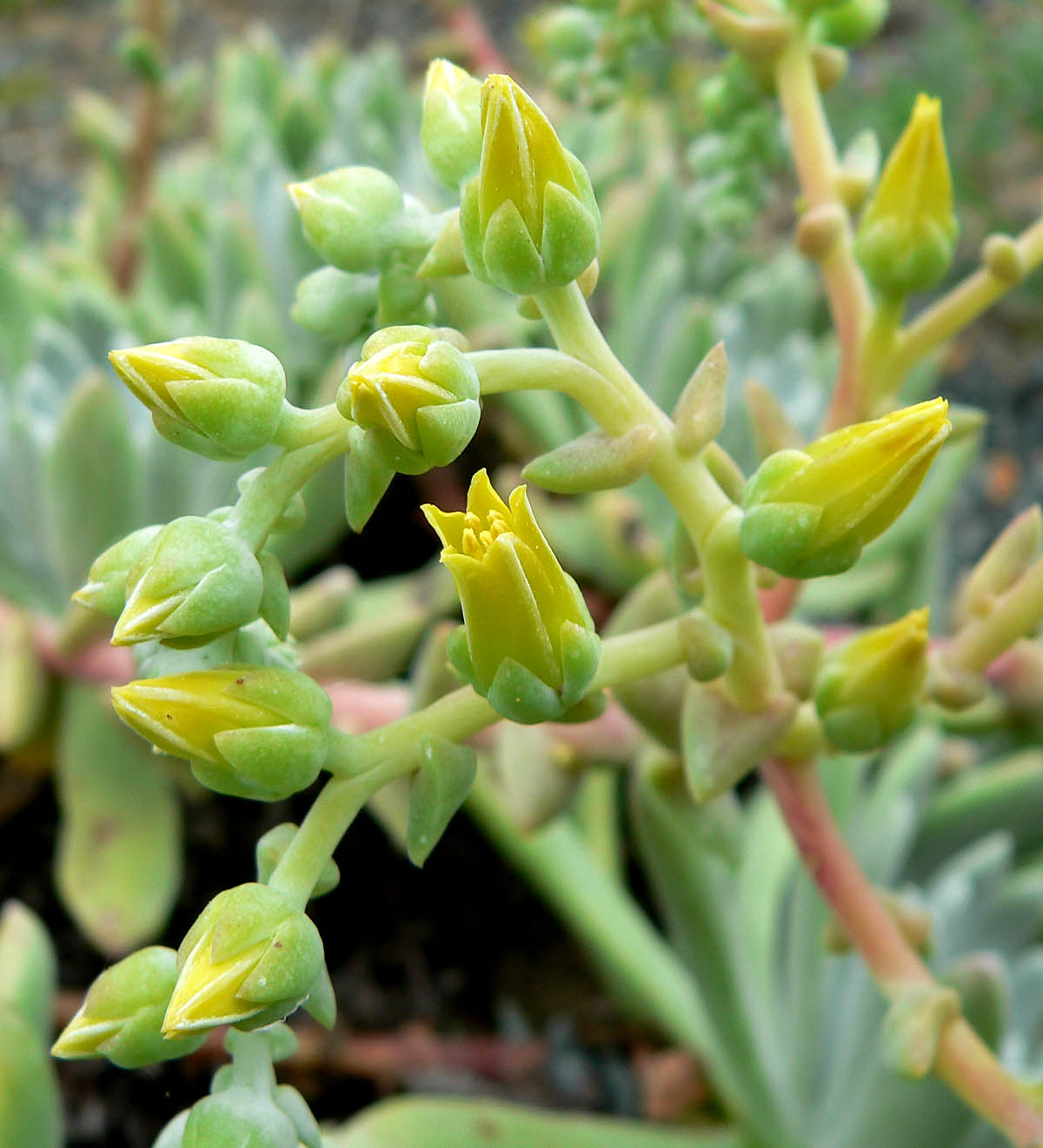
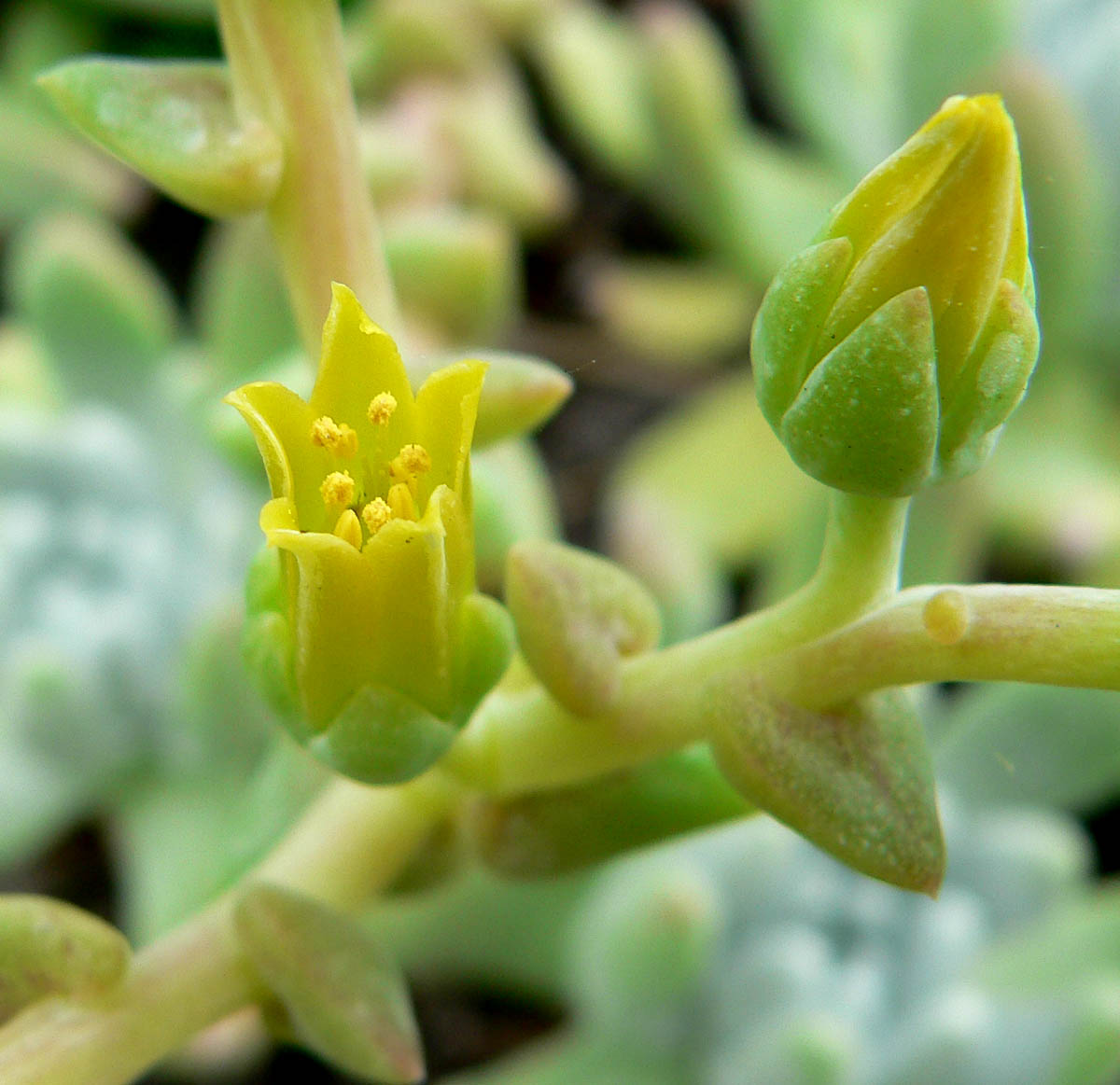
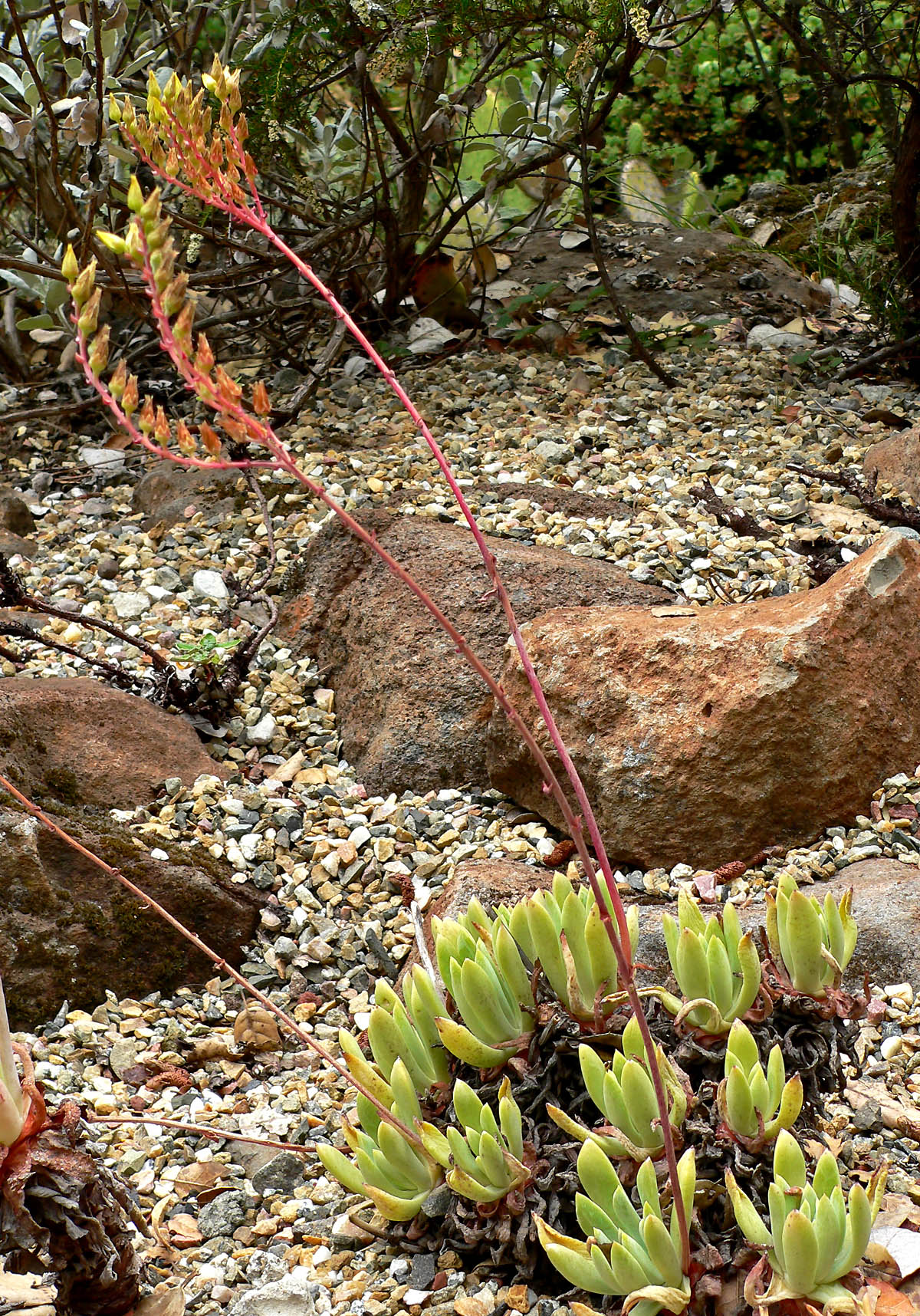
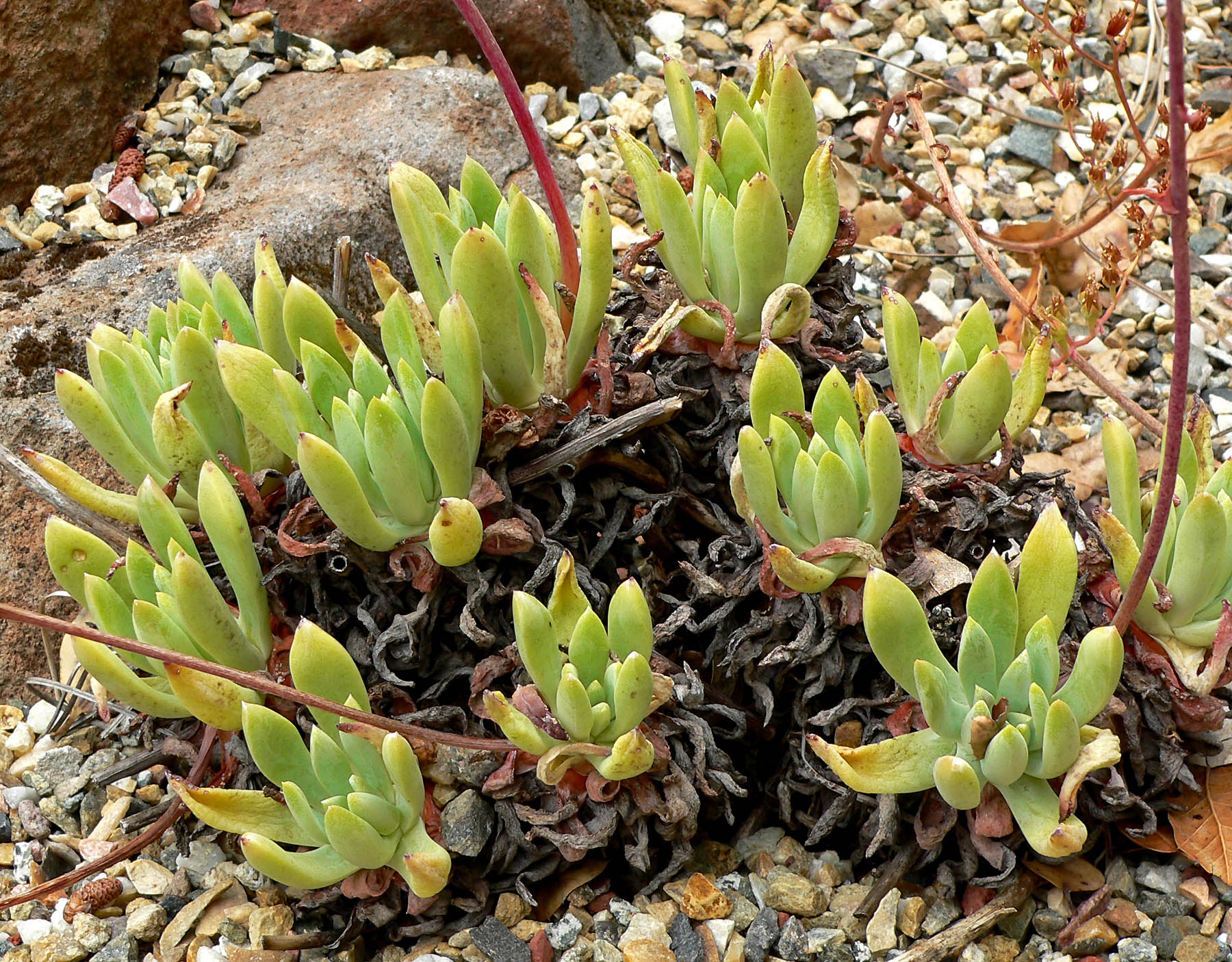
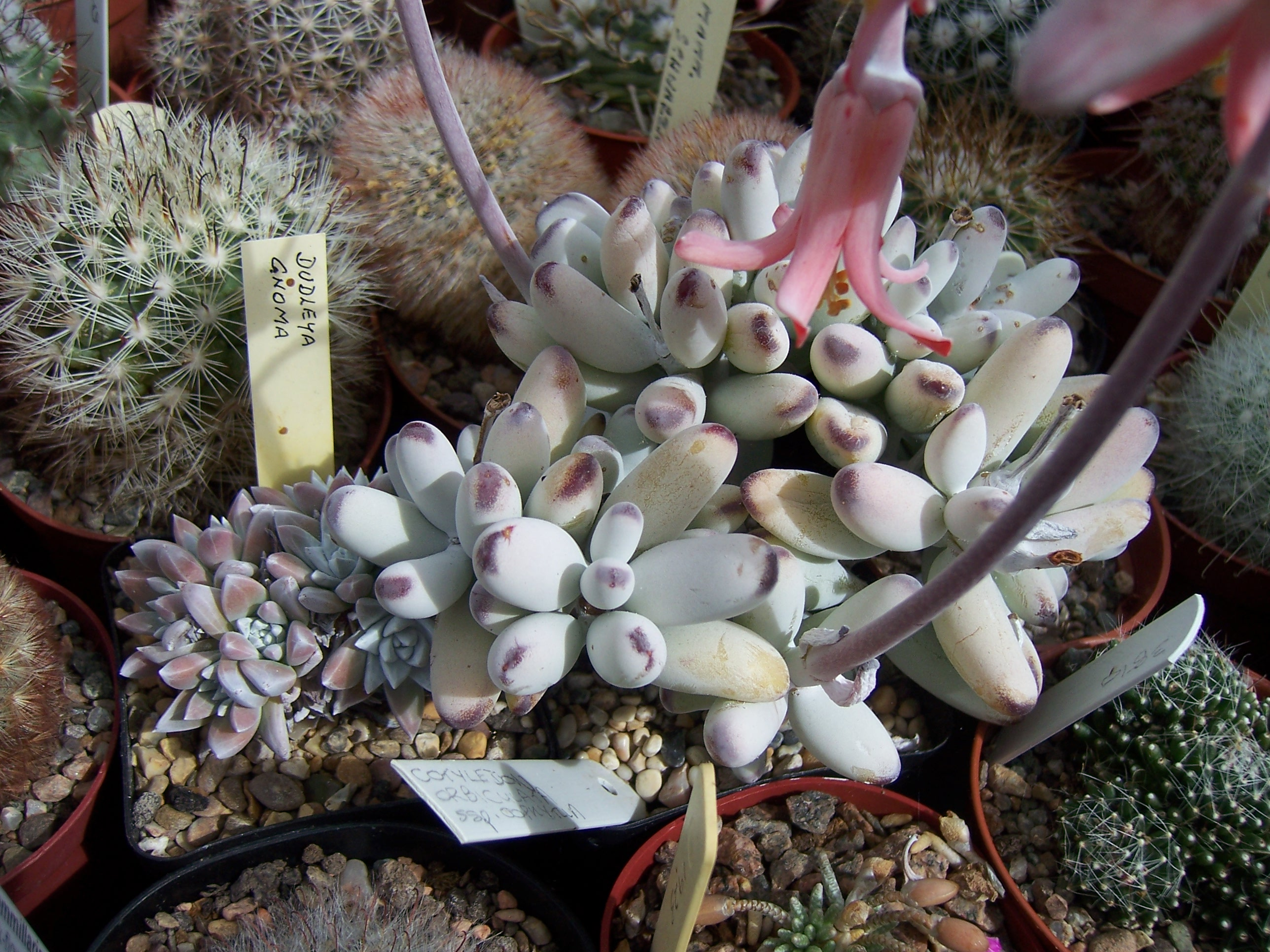